# Selecció italiana de corfbol
La selecció italiana de corfbol és l'equip de jugadors i jugadores que representa la Federazione Italiana Korfball (FIK) a les competicions internacionals de corfbol.
L'any 2005, Itàlia va guanyar la Mediterranean Cup, basada en un doble enfrontament amb Grècia.

## Història
| European Bowl |                  |            |                |
| Any           | Campionat        | Seu        | Classificació  |
| 2009          | 3a European Bowl | Eslovàquia | 7a plaça (Est) |